# 高橋敦史
高橋敦史（1972年7月8日—），日本男性動畫導演、演出家。

## 人物簡介
吉卜力工作室出身，現為自由身。從1999年上映的《隔壁的山田君》擔任製作進行到2001年的《神隱少女》升任助理導演。
其後據點轉移至MADHOUSE，2001年以電視動畫《第一神拳》負責第54話的演出在動畫業界正式出道。直到2009年的《RIDEBACK》第一次擔任導演。

## 主要參加作品

### 電視動畫
2000年代
- 第一神拳（2001年，演出）
- 阿倍野橋魔法☆商店街（2002年，分鏡、演出）
- 花田少年史（2002年－2003年，分鏡）
- 妄想代理人（2004年，分鏡、演出）
- MONSTER（2004年 - 2005年，分鏡、演出）
- 鬥牌傳說赤木 ～降臨黑暗的天才～（2005年，分鏡）
- 獸爪（日语：ケモノヅメ）（2006年，導演補佐、編劇、分鏡、演出）
- NANA（2006年，分鏡）
- RIDEBACK（2009年，導演、分鏡、演出）
- 青色文學系列（2009年，分鏡）

2010年代
- Wakfu Episode BONUS 「Ogrest, la Légende」（2011年，導演、分鏡、演出）
- 青之驅魔師（2011年，分鏡）
- 魯邦三世 -名為峰不二子的女人-（2012年，分鏡）
- 哆啦A夢 (2005年動畫)（2013年－，分鏡、演出、編劇[注 1]、原畫）
- 世界征服 謀略之星（2014年，分鏡）
- 宇宙浪子（2014年，分鏡、演出）
- 刀劍神域II（2014年，分鏡）
- 七大罪（2015年，分鏡）
- 鋼彈G Reconquista（2015年，分鏡）
- 夜晚的小雙俠（2015年，分鏡）
- 麵包超人（2015年，分鏡[注 2]）
- 未來卡片 戰鬥夥伴100 （2015年，分鏡）
- 全部成為F THE PERFECT INSIDER（2015年，分鏡）
- 飛龍女孩（2018年，分鏡）
- 我的英雄學院 (第3期)（2018年，分鏡）
- 路人超能100 II（2019年，分鏡）

2020年代
- 哥吉拉 奇異點（2021年，導演、分鏡）

### OVA
- 茄子行李箱的候鳥（日语：茄子 スーツケースの渡り鳥）（2007年，演出）

### 電影導演
- 隔壁的山田君（1999年，製作進行）
- 神隱少女（2001年，助理導演）
- 茄子安達魯西亞之夏（日语：茄子 アンダルシアの夏）（2003年，演出）
- 西藏狗物語 ～金色的多傑～（日语：チベット犬物語 〜金色のドージェ〜）（2012年，演出）
- 青之驅魔師劇場版（2012年，導演）
- 哆啦A夢系列
  - 第36部：新·大雄的日本誕生（2016年，附加映像）
  - 第37部：大雄的南極冰天雪地大冒險（2017年，導演、編劇、分鏡、演出）

## 腳註

## 相關項目
- 日本動畫師列表

## 外部連結
- 高橋敦史的X（前Twitter） （日語）